# Madame Gonthier
Ne doit pas être confondu avec Louise Elisabeth Gontier dite Mme Gonthier (Gonthier-Gavaudan)
Pour les articles homonymes, voir Gonthier et Gontier.
Rose Françoise Carpentier, dite Madame Gonthier (ou Gontier), née le 4 mars 1747 à Metz et morte le 7 décembre 1829 à Paris, est une comédienne et artiste lyrique française.

## Biographie
Ses dispositions pour l'art théâtral se serait révélées dès l'enfance, et quelques succès de société prouvent son aptitude pour les rôles comiques. Elle joue en province et à Bruxelles de 1771 à 1777, elle fait partie de la compagnie d'opéra du théâtre de la Monnaie, alors parrainé par le prince Charles de Lorraine, gouverneur général des Pays-Bas autrichiens.
En 1778, elle fait ses débuts à la Comédie Italienne (à laquelle l'Opéra-Comique avait été incorporé), dans l'emploi de duègnes, jouant, les 18, 19 et 21 mars, les rôles de Simone dans Le Sorcier de François-André Danican Philidor, de la mère Bobi dans Rose et Colas de Monsigny, et d'Alix dans la première de Blaise et Babet, ou la Suite des Trois Fermiers de Dezède,.
Grâce à son succès, le 2 mai de la même année, avec un acte signé par les ducs de Richelieu et de Duras, de la Maison du roi, elle est reçue « à la Comédie Italienne pour y jouer les rôles de duègnes avec la promesse d'être reçue à quart de part à Pâques 1779, et ce a chargé par elle de remplir exactement tous les rôles de son emploi et ceux où la Comédie la jujera nécessaire ».

En 1779, elle est ainsi admise comme sociétaire de la Comédie-Italienne. Elle joue successivement la comédie et l'opéra-comique. Dans les registres du théâtre, entre 1780 et 1784, on trouve à son sujet la note suivante: 
« — Gontier : du naturel, du sentiment, de la gaieté consituent son talent ; elle a peu de voix. »
En 1783, son apparition dans la première salle Favart, nouveau siège du théâtre, est marquée par des triomphes. Elle quitte l'Opéra-Comique (la Comédie Italienne ayant été ainsi rebaptisée) à la suite d'un démêlé avec la direction et contracte, en 1793, un engagement avec le théâtre de la République, mais madame Gonthier n'est pas là « dans sa sphère ». Elle joue à Lille en 1798-1799.
En 1801, elle fait partie de la nouvelle société des acteurs de l’Opéra-Comique,.
Parmi les nombreuses créations qui marquent sa carrière, Alix de Blaise et Babet de Dezède (1783), Perrette dans Fanfan et Colas (1784), Babet dans Philippe et Georgette (1791), la vieille paysanne dans Adèle et Dorsan (1795), madame Bernard dans Marianne, Mopsa du Jugement de Midas,.
En 1807, une représentation à son bénéfice est donnée à l'Opéra de Paris en présence de l'impératrice Joséphine de Beauharnais.
Elle fait ses adieux à l'Opéra-Comique en 1812.

## Vie privée
Elle épouse, en premières noces, Charles-Adrien Gontier, comédien à Bruxelles, puis à Versailles, et, en secondes noces François Allaire (mort en 1828), coryphée de l'Opéra-Comique, en 1798,,.
Selon Sainte-Beuve, elle aurait eu une relation amoureuse avec Florian en 1778 et inspiré le personnage d'Estelle dans Estelle et Némorin, « mélodrame pastoral » d'Henri-Joseph Rigel  (1788).

## Création
- 1783 : Blaise et Babet de Nicolas Dezède, rôle d'Alix[15].
- 1784 : Fanfan et Colas ou les Frères de lait, comédie en un acte de Madame de Beaunoir, création à la Comédie-Italienne le 7 septembre[16].
- 1789 : Le Tuteur célibataire, comédie en un acte de M. Desforges, création à la Comédie-Italienne le 17 novembre
- 1790 : Pierre le Grand (en), opéra-comique d'André Grétry, livret de Jean-Nicolas Bouilly, 13 janvier, rôle de Geneviève[17].
- 1790 : Le Chêne patriotique ou la Matinée du 14 juillet, comédie en deux actes de Daleyrac, livret de Boutet de Monvel, création à la Comédie-Italienne le 10 juillet, rôle de Madame Alerte[18].
- 1791 : Philippe et Georgette, livret de Jacques-Marie Boutet de Monvel, musique de Nicolas Dalayrac, première à la Comédie-Italienne le 28 décembre[19], rôle de Babet.
- 1795 : Adèle et Dorsan de Nicolas Dalayrac[20], rôle de la vieille paysanne.
- 1796 : Le Mariage de la veille, comédie en un acte, livret de Charles-Joseph Loeillard d'Avrigny ; musique de Louis Emmanuel Jadin, création à l'Opéra-Comique le 2 janvier.
- 1797 : Le Jeune Henri, opéra de Mehul, créé au Théâtre Favart le 1er mai, rôle de Christine[21].
- 1797 : Ponce de Léon, opéra-bouffe en 3 actes d'Henri-Montan Berton, création le 15 mars à l'Opéra-Comique, rôle de Mme Dalmanchinaros.
- 1798 : Primerose, opéra en 3 actes, livret de Favières et Morel de Vendée, musique de Daleyrac, création à l'Opéra-Comique le 7 mars[22].
- 1799 : Le Général suédois, opéra-comique, 23 mai.
- 1800 : Vadé chez lui, comédie en un acte de Jacques Benoît Demautort, création à l'Opéra-Comique le 4 août[23].
- 1801 : Le Grand Deuil, opéra-bouffe en 1 acte d'Henri-Montan Berton, livret de Jean-Baptiste-Charles Vial et Charles-Guillaume Étienne, création à l'Opéra-Comique le 15 janvier, rôle de Mme Leblanc[24].
- 1801 : L'Impromptu de campagne, opéra-comique en 1 acte, livret d'Étienne-Joseph-Bernard Delrieu, musique de Nicolò Isouard, 1re représentation à l'Opéra-Comique le 30 juin[25].
- 1802 : Lysistrata, comédie en un acte mêlée de vaudevilles, livret de François-Benoît Hoffmann, création à l'Opéra-Comique le 16 janvier[26].
- 1802 : L'Antichambre ou les Valets chez eux, opéra comique en un acte, livret d'Emmanuel Dupaty, musique de Nicolas Dalayrac, créé à l'Opéra-Comique le 27 février[27], modifiée sous le titre Picaros et Diégo ou la Folle Soirée (3 mai 1803).
- 1803 : Ma tante Aurore ou le Roman impromptu, opera buffa en deux actes, livret de Longchamps, musique de Boieldieu, création à l'Opéra-Comique le 13 janvier, rôle d'Aurore de Germond[28],[29].
- 1803 : Picaros et Diégo, opera buffa en un acte, livret d'Emmanuel Dupaty, musique de Nicolas Dalayrac, représenté pour la première fois à l'Opéra Comique le 3 mai, rôle de Dona Barba[30].
- 1804 : La Jeune Prude ou les Femmes entre elles, comédie mêlée de chants en un acte, livret d'Emmanuel Dupaty, musique de Nicolas Dalayrac, 1re représentation à l'Opéra-Comique le 14 janvier[31].
- 1804 : La Romance, opéra en 1 acte d'Henri-Montan Berton, livret de Gaugiran-Nanteuil et Fillette-Loraux, créé à l'Opéra-Comique le 26 janvier, rôle de Catherine.
- 1804 : Un quart-d'heure de silence, opéra en un acte, livret de P. Guillet, musique de Pierre Gaveaux, créé à l'Opéra-Comique le 9 juin[32].
- 1806 : Les Maris garçons, opéra en un acte, livret de Gaugiran-Nanteuil, musique d'Henri-Montan Berton, créé à l'Opéra-Comique le 14 juillet, rôle de Mme Dugrand[33].
- 1808 : Anna, ou les Deux Chaumières, opéra en un acte, livret de Sewrin, musique de Solié, création à l'Opéra-Comique le 20 février[34].
- 1809 : Avis aux jaloux ou la Rencontre imprévue, opéra-comique en un acte, livret de René Alissan de Chazet et Jean-Baptiste Dubois, musique de Luigi Piccinni, création à l’Opéra-Comique (salle Feydeau) le 25 octobre, rôle de Marceline[35].
- 1811 : Le Charme de la voix, opéra-comique en 1 acte, livret de Gaugiran-Nanteuil et Fillette-Loraux,  musique d'Henri-Montan Berton, créé à l'Opéra-Comique (Salle Feydeau) le 24 janvier, rôle de Mme de Folleville[36].